# 21301 Занін
21301 Занін (21301 Zanin) — астероїд головного поясу, відкритий 22 листопада 1996 року.
Тіссеранів параметр щодо Юпітера — 3,591.